# Episodi di Aqua Teen Hunger Force (dodicesima stagione)
La dodicesima stagione della serie animata Aqua Teen Hunger Force, composta da 5 episodi, è stata trasmessa negli Stati Uniti, da Adult Swim, dal 26 novembre al 17 dicembre 2023.
In Italia la stagione è inedita.
| nº | Codice di produzione | Titolo originale            | Prima TV USA     |
| -- | -------------------- | --------------------------- | ---------------- |
| 1  | 1201                 | Shaketopia                  | 26 novembre 2023 |
| 2  | 1202                 | A Quiet Shake               | 26 novembre 2023 |
| 3  | 1203                 | Scrip2 2i2le: The Ts Are 2s | 3 dicembre 2023  |
| 4  | 1204                 | Get Lit Upon a Situpon      | 10 dicembre 2023 |
| 5  | 1205                 | Anubis                      | 17 dicembre 2023 |

## Shaketopia
- Titolo originale: Shaketopia
- Diretto da: Dave Willis e Matt Maiellaro
- Scritto da: Dave Willis e Matt Maiellaro

### Trama
Frullo sta utilizzando un visore per la realtà virtuale da due mesi e Fritto è sconvolto dal fatto di doverlo mantenere in vita mentre nutre il suo corpo, che è immobile e in uno stato di coscienza alterato. Nel mondo di gioco, Frullo è il leader di Shaketopia dove governa i cittadini come un dittatore e li costringe a complimentarsi sempre con lui, a compiere atti sessuali, a non interrogarlo mai e altro. Frullo è scontento nell'apprendere che Polpetta ha ottenuto il modello precedente del suo visore VR da Carl che vendeva modelli presumibilmente caduti da un camion. Polpetta si dimostra talentuoso nel gioco di assemblaggio delle forme a cui Frullo sta giocando e ciò lo fa infuriare, portandolo a cercare un altro posto nel mondo virtuale in cui Polpetta non possa governare. Frullo tenta di convincere Polpetta a fondare il suo regno a "St. Meatersburg", una montagna di feci, ma quest'ultimo non è disposto ad accontentarsi e vuole comunque governare al fianco di Frullo. I due iniziano a discutere finché Frullo sfida Polpetta in una battaglia all'ultimo sangue. Frullo utilizza poteri virtuali, tuttavia Polpetta si dimostra particolarmente abile nell'usarli, evocando hotdog per attaccarlo e difendendosi con uno scudo energetico a forma di igloo. Polpetta si trasforma in una versione alterata della sua trasformazione "Samurai Lincoln" e mette alle strette Frullo con le sue spade. Frullo accetta di lasciare che Polpetta regni al suo fianco e persino di concordare un cambio di nome. Di ritorno nella casa degli Aqua Teen, Fritto è sconvolto dal fatto di dover prendersi cura sia di Polpetta che di Frullo, mentre Carl è più interessato a guardare il football americano. Fritto chiede a Carl se possiede altri visori VR, quindi quest'ultimo tenta di vendergli il visore di seconda generazione (molto più vecchio del modello attuale). Mentre Frullo e Polpetta annunciano il loro trattato di pace con il regno, Fritto (rappresentato in pixel art) interviene con il suo visore VR. I due chiedono a Fritto di andarsene ma gli permettono di distribuire pigiami ai cittadini del regno che possano indossare prima che parta. Questo comporta la diffusione di un virus informatico che distrugge il mondo virtuale e Frullo e Polpetta tornano nel mondo reale. Frullo rimprovera quindi Fritto per aver distrutto Shaketopia.
- Guest star: Eric Bauza (Borf, annunciatore del videogioco), Leslie Sharp (Glorf), Robert Webb (Glorf), TJ Hassan (Wesley Snipes).
- Ascolti USA: telespettatori 308.000 – rating/share 18-49 anni.[2]

## A Quiet Shake
- Titolo originale: A Quiet Shake
- Diretto da: Dave Willis e Matt Maiellaro
- Scritto da: Dave Willis e Matt Maiellaro

### Trama
In una parodia di A Quiet Place - Un posto tranquillo, degli alieni a forma di orecchio hanno invaso la Terra facendo tacere tutti, tuttavia Frullo è convinto che Fritto stia facendo finta. Per rappresaglia, lui, Carl e Polpetta fondano una band hair metal, mentre Fritto usa il tanga di Carl per sconfiggere gli alieni.
- Guest star: Dan Fogler (Emperear), Brandon Zachary (Glen), Susan Bennett (GPS).
- Ascolti USA: telespettatori 278.000 – rating/share 18-49 anni.[2]

## Scrip2 2i2le: The Ts Are 2s
- Titolo originale: Scrip2 2i2le: The Ts Are 2s
- Diretto da: Dave Willis e Matt Maiellaro
- Scritto da: Dave Willis e Matt Maiellaro

### Trama
Frullo sta scrivendo la sceneggiatura di un film in un bar ma si arrende dopo che Polpetta mette in dubbio i suoi scritti inconsistenti. Dopo essere stato espulso dal barista, Frullo viene introdotto alla Zenwa Caffeine Machine 2019, che aiuta immediatamente il bicchiere con la sua sceneggiatura. La sceneggiatura viene terminata dopo tre giorni insonni e la macchina del caffè fa appello ad altri robot Zenwa, tra cui Steam Machine 3019 e Bean Machine 4019. I robot sono ulteriormente influenzati dai suggerimenti di Polpetta e Carl per la sceneggiatura e il film viene immediatamente visto in televisione. Dopo averlo guardato, Fritto giunge alla conclusione che i robot Zenwa stanno seguendo ogni movimento degli Aqua Teen e li getta nella spazzatura. Chiede i servizi igienico-sanitari, solo per trovarsi di fronte a un gigantesco mecha Zenwa che si trasforma in un camion della spazzatura. Gli Aqua Teen vengono quindi accolti da più robot Zenwa, con il risultato che Fritto scrive un'altra sceneggiatura affinché i robot possano visualizzarla. Questa sceneggiatura fa sì che i robot vadano in tilt e si autodistruggano, lasciando gli Aqua Teen e Carl a fare un giro nel bosco, liberi dai robot. Frullo si annoia e torna a casa, mentre Fritto, Polpetta e Carl si fermano in una capanna che si rivela essere il mecha Zenwa. Il mecha si trasforma nella sua forma normale, schiacciando e uccidendo Carl e Fritto e decollando con un ignaro Polpetta.
- Guest star: Tim Andrews (Zenwa Caffeine Machine 2019, Zenwa Groundskeeper, Zenwa Lawn Ranger 9019), Dan Fogler (Zenwa Surveyor 7019, Hyper Toaster 8019), James Austin Johnson (Zenwa Steam Machine 3019), Maurice LaMarche (Zenwa Clean Machine 1019, Zenwa Bean Machine 4019).
- Ascolti USA: telespettatori 269.000 – rating/share 18-49 anni.[3]

## Get Lit Upon a Situpon
- Titolo originale: Get Lit Upon a Situpon
- Diretto da: Dave Willis e Matt Maiellaro
- Scritto da: Dave Willis e Matt Maiellaro

### Trama
Fritto acquista una cyclette Situpon, credendo che aiuterà gli Aqua Teen a rimettersi in forma. Tuttavia la bici è senziente e fa tutto il possibile per convincere Fritto a continuare ad allenarsi. La bici afferma che tutti i Situpon sono in realtà degli hoverbike che mirano a portare tutti gli utenti su un altro pianeta a causa di un'imminente catastrofe globale sulla Terra che può essere protetta solo tramite lo sciroppo d'acero. Fritto si convince, finché non inizia a rendersi conto tramite Frullo che era tutto una bugia. Stufo, Fritto vende la bici a Frullo, che finisce per non usarla. Una cometa, come predetto dalla cyclette, colpisce la Terra, rivelando che stava davvero dicendo la verità.
- Guest star: Gary Anthony Williams (bicicletta Situpon), Peter Mark Kendall (agente Situpon), Ronnie Neeley (commesso del Syruporium).
- Ascolti USA: telespettatori 196.000 – rating/share 18-49 anni.[4]

## Anubis
- Titolo originale: Anubis
- Diretto da: Dave Willis e Matt Maiellaro
- Scritto da: Dave Willis e Matt Maiellaro

### Trama
Frullo e Carl vanno a un seminario sull'amicizia, dove il presentatore Anubi promette a Carl ricchezze e ragazze mentre minaccia di svelare il segreto di Frullo riguardo alla sua tendenza a bagnare il cuscino della poltrona se i due non acquisiscono 10 amici. Nel frattempo, Polpetta si sente in colpa, convinto di aver ucciso un trenino tramite i trucchi mentali di Anubi. Sia Frullo che Carl competono per trovare nuovi amici con i propri seminari, tuttavia non riescono a farsene. Anubi viene punito per non aver portato 10 amici e viene rivelato che suo padre sta conducendo uno schema piramidale per costruire un'astronave sul Pianeta Felicità, dove Polpetta e Frullo sono ora ridotti in schiavitù e costretti a prendere parte alla sua costruzione.
- Guest star: Brian Cox (Anubi), Lance Henriksen (Vanessa), Diallo Riddle (Illuminati), Bashir Salahuddin (il trenino Terry), Danny Trejo (Dewey).
- Ascolti USA: telespettatori 315.000 – rating/share 18-49 anni.[5]